# 食物相剋中毒圖解
食物相剋中毒圖解，又稱食物相剋中毒圖表，是以圖解的方式教導民眾，相剋的是哪些食物，以及該怎麼解毒。一般常見於農民曆的封底，或印在寄藥包的袋子上。據知臺灣早在日治時期就已經出現了，日本人也曾做過實驗，最後證明幾乎全是迷信或錯誤因果關係之以訛傳訛，或者保鮮以及料理方式不當所致。至於食物相剋的數目不一定，一般常見的有40項、45項、50項。

## 延伸閱讀
- 林明峪：《臺灣民間禁忌》（聯亞出版社，1981年）
- 聂嘉恩、郭全盛：《中国实用禁忌大全》（上海文化出版社，1991年），ISBN 9787805114354
- 刘兴均、郝志伦：《中国禁忌百科》（四川人民出版社，1996年），ISBN 9787220028755
- 任骋：《中国民间禁忌》（中国社会科学出版社，2004年），ISBN 9787500442073
- 任骋：《中國民俗通志．禁忌志》（山东敎育出版社，2005年），ISBN 9787532847884